# Ориоль, Жаклин
Жаклин Ориоль (фр. Jacqueline Auriol, полное имя Jacqueline Douet Auriol; 1917—2000) — французская лётчица, установившая несколько мировых рекордов скорости.

## Биография
Родилась 5 ноября 1917 года в городе Шалан департамента Вандея в семье богатого судостроителя.
После окончания Нантского университета изучала искусство в Школе Лувра в Париже. В 1938 году она вышла замуж за Поля Ориоля (Paul Auriol) — сына Венсана Ориоля, позже ставшего президентом Франции. Во время Второй мировой войны Жаклин Ориоль боролась против немецкой оккупации Франции, помогая французскому Сопротивлению.
Жаклин увлеклась авиацией в 1946 году, получив лицензию пилота в 1948 году, стала летчиком-каскадером и летчиком-испытателем. Была была тяжело ранена в 1949 году в результате крушения самолёта-амфибии SCAN 30, в котором она была пассажиром — провела почти три года в больницах, перенеся 33 реконструктивные операции. Чтобы занять свой ум, она изучала алгебру, тригонометрию, аэродинамику и другие предметы, необходимые для получения сертификата пилота более высокого уровня.
В 1950 году Ориоль она получила лицензию военного пилота, а затем стала одной из первых женщин — профессиональных летчиков-испытателей. Также была одной из первых женщин, преодолевших звуковой барьер и установивших пять мировых рекордов скорости в 1950—1960 годах. Была удостоена многих наград и призов. В 1983 году она стала одним из основателей французской Академии авиации и космоса.
Жаклин и Поль Ориоль развелись в 1967 году и снова женились в 1987 году. У них было двое детей — оба мальчика.
Умерла 11 февраля 2000 года в Париже. Была кремирована, прах передан родным.
История своей жизни Жаклин Ориоль рассказала в автобиографии «Я живу, чтобы летать» («I Live to Fly», 1970 год), опубликованной на французском и английском языках.
23 июня 2003 года Франция выпустила в её честь почтовую марку стоимостью 4 евро.